# Stimmhafter palataler Frikativ
Der stimmhafte palatale Frikativ (ein stimmhafter, am harten Gaumen gebildeter Reibelaut) hat in verschiedenen Sprachen folgende lautliche und orthographische Realisierungen:
- Spanisch [⁠ʝ⁠]: In vielen Varietäten mit [⁠ʎ⁠] zusammengefallen (siehe dazu Yeísmo).
  - Beispiel: haya [ˈaʝa]